# Closer to the Sun
Closer to the Sun -en español: «Más cerca del sol»- es el tercer álbum de estudio del cantante malayo de origen australiano Guy Sebastian, lanzado al mercado el 28 de octubre de 2006 en la radio de Australia. 
El álbum lanzó 3 sencillos musicales entre el 2006 y el 2007.

## Lista de canciones
1. "Elevator Love" (Guy Sebastian, Jarrad Rogers)
2. "Out of Place" (Guy Sebastian, David Ryan Harris)
3. "Can't Stop a River" (Peter Gordeno, Seal (musician)
4. "Trade This Love" (Guy Sebastian, Carl Dimataga, Fitzgerald Scott)
5. "Closer to the Sun" (Guy Sebastian, Gary Pinto, Carl Dimataga)
6. "Cover On My Heart" (Guy Sebastian, Anders Bagge, Peer Åström)
7. "I'm Gon Getcha" (Guy Sebastian, Fredrik "Fredro Odesjo, Matts Berntoft, Machel Montano)
8. "Unbreakable" (Reed Vertelney, Tony Bruno, Lindy Robbins)
9. "Taller, Stronger, Better" (Guy Sebastian, Phil Turcio, Gary Pinto)
10. "Boyfriend" (Guy Sebastian, David Ryan Harris)
11. "Stars Collide" (Guy Sebastian, Gary Clark)
12. "Takin' Me Over" (Guy Sebastian, Jarrad Rogers)
13. "Be Mine" (Guy Sebastian, Carl Dimataga, Fitzgerald Scott)
14. "Never Ever Said Goodbye" (Guy Sebastian, Carl Dimataga) - iTunes Music Store (Australia) Exclusive

## Posicionamiento
| Listas (2006)                | Posición | Aria Acreditación |
| ---------------------------- | -------- | ----------------- |
| Australian ARIA Albums Chart | 4        | Platinum          |